# Cabine téléphonique rouge

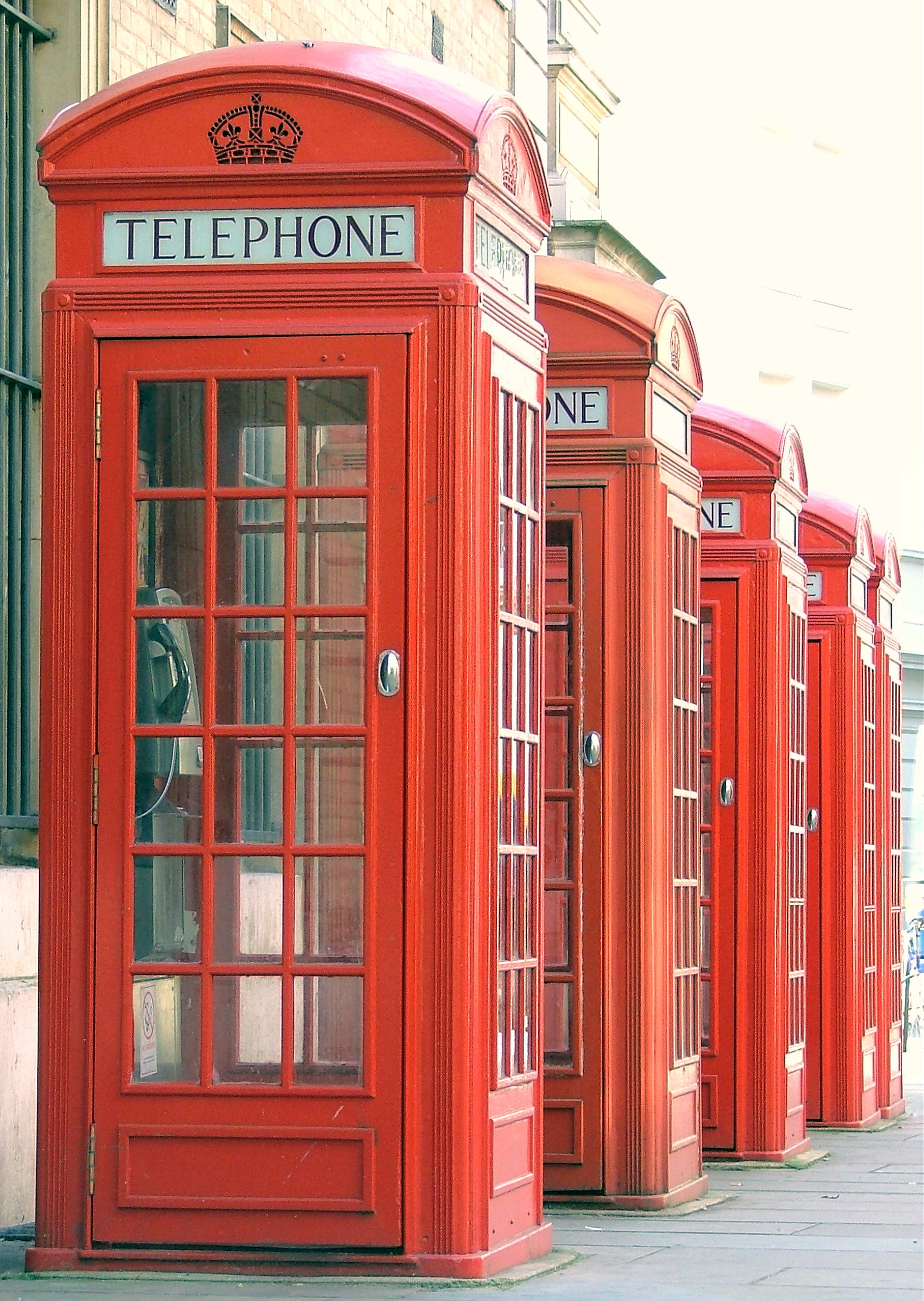
Cabines téléphoniques rouges à Covent Garden.

La cabine téléphonique rouge (en anglais : red telephone box) est un mobilier urbain mondialement connu et devenu, dans l'iconographie, la caractéristique emblématique de Londres et du Royaume-Uni, au même titre que Big Ben ou le bus à impériale.

## Histoire
Elle est conçue par l'architecte Sir Giles Gilbert Scott et le modèle « K6 » est créé en 1935. Cette cabine est implantée dans les rues de Londres puis à travers tout le Royaume-Uni jusqu'à Malte, les Bermudes, Gibraltar et de nombreux autres coins de l'Empire britannique, au point que la Red telephone box devient le symbole de la présence britannique dans le monde, la couleur rouge étant celle de l'uniforme des armées du Royaume-Uni.
Plutôt que de démanteler ses installations de moins en moins utilisées l'opérateur British Telecom les vend aux enchères à partir des années1980. En 2009, l'entreprise élabore le programme "Adopt a kiosk" qui offre la possibilité aux collectivités locales d'acheter l'une de ces légendaires cabines rouges pour une livre symbolique, et encourage les acquéreurs à les transformer en espaces utiles. En 2014, la société Red Kiosk Company transforme deux cabines en café, à Brighton, qui rencontre un grand succès et permet à l'entreprise d'en développer douze au Royaume-Uni, dont quatre à Londres. En 2015, on compte 400 cabines en location dans le pays, pour un coût de 5 000 livres annuelles. Désormais devenu objet de collection, le Red telephone box s'arrache dans les ventes publiques.
Désormais déclassée par les progrès de la technologie (téléphone mobile), la cabine téléphonique rouge n'en reste pas moins un objet hautement chargé de mémoire.
Ce mobilier urbain a traversé les bombardements de Londres où il était souvent et étrangement, comme l'esprit des Londoniens, le seul objet resté debout au milieu des ruines fumantes.
La cabine téléphonique rouge figure dans les films de l'âge d'or du cinéma britannique et, si elle disparaît des rues, elle reste dans les mémoires.
Certaines cabines téléphoniques anciennes sont utilisées maintenant comme microbibliothèque, épiceries, centres d'information sur la faune et la flore, salons de thé, galeries d'art ou comme emplacement de défibrillateur. 

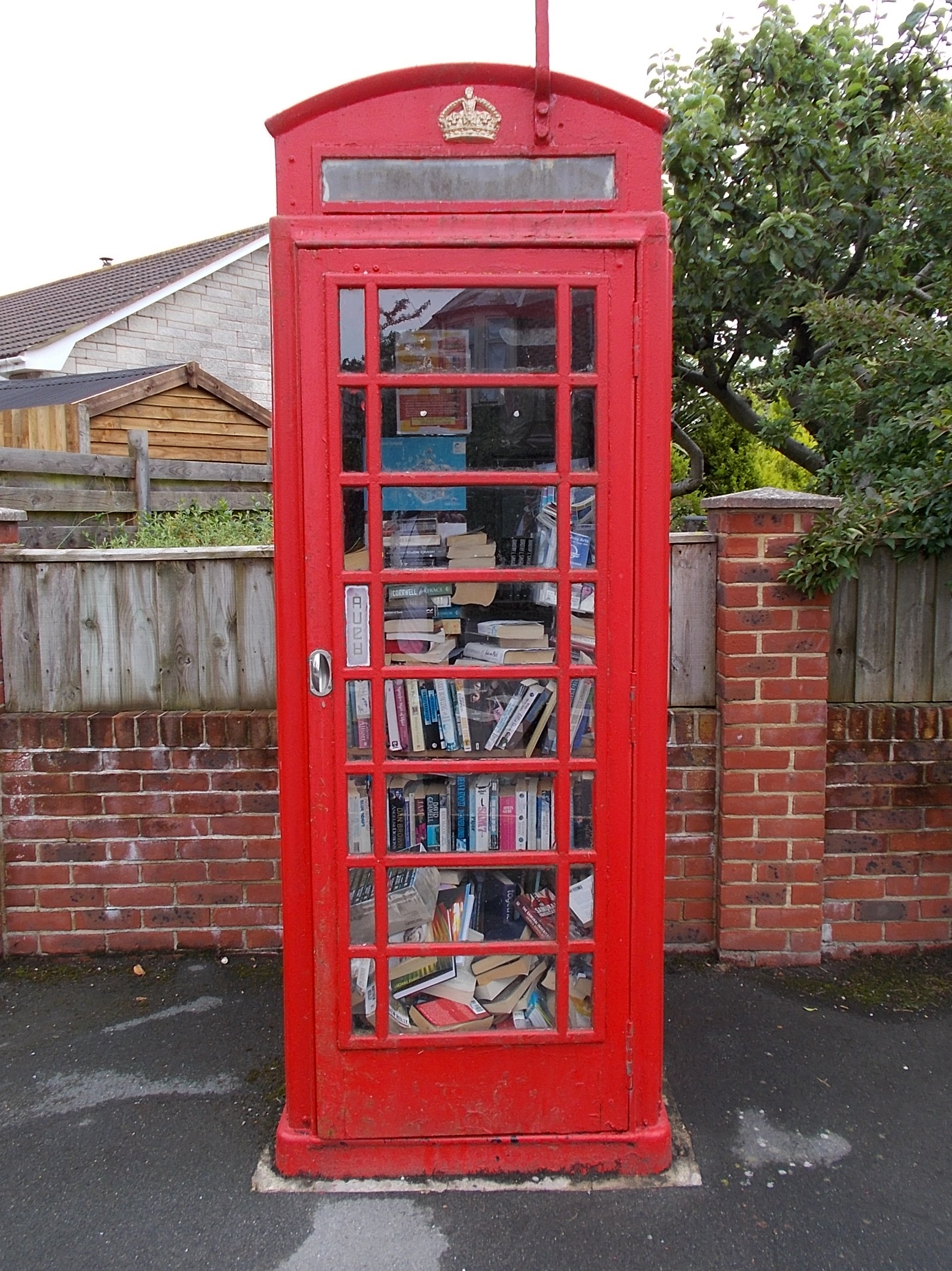
Cabine utilisée en tant que microbibliothèque.
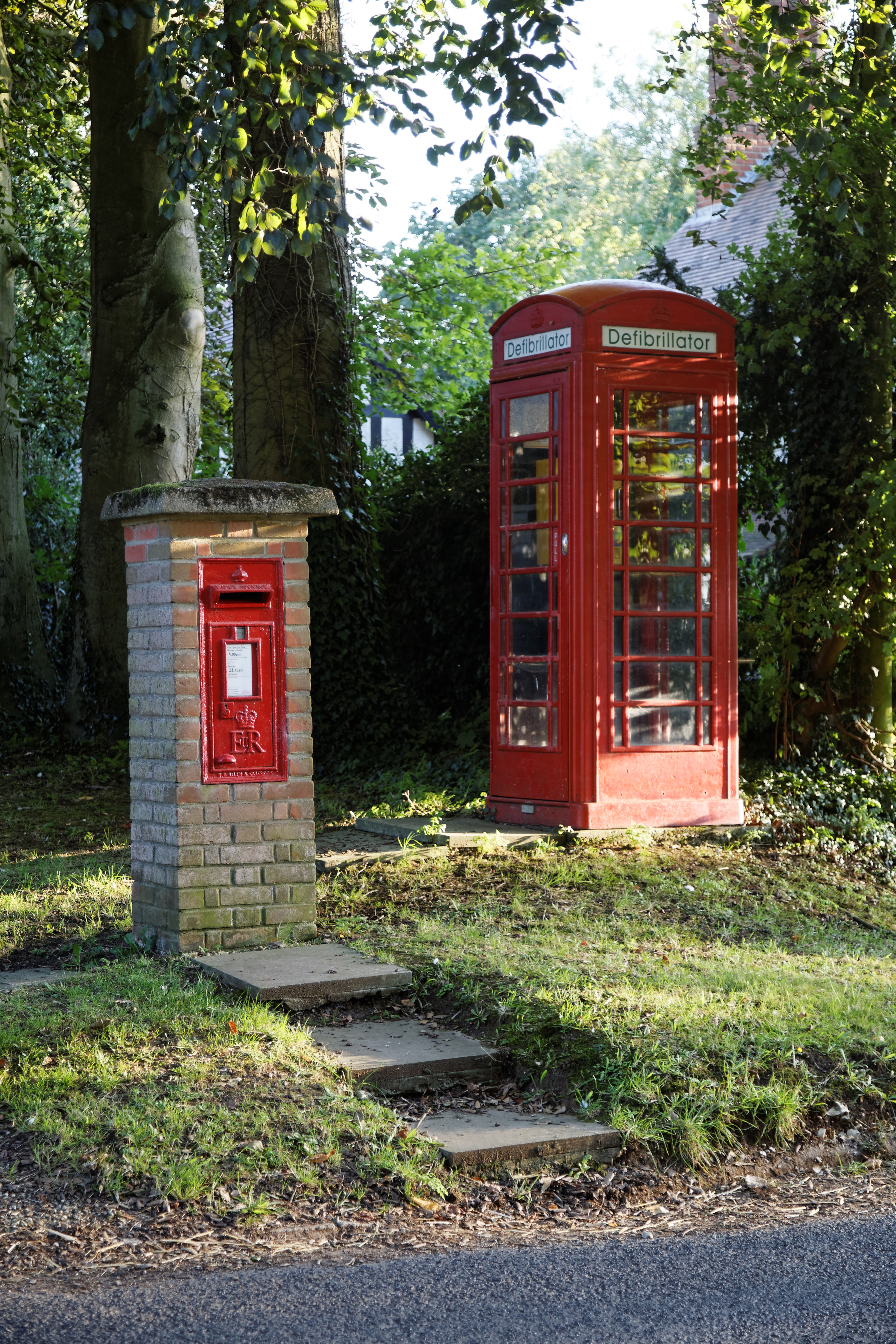
Cabine défibrillateur à droite de la boîte aux lettres.
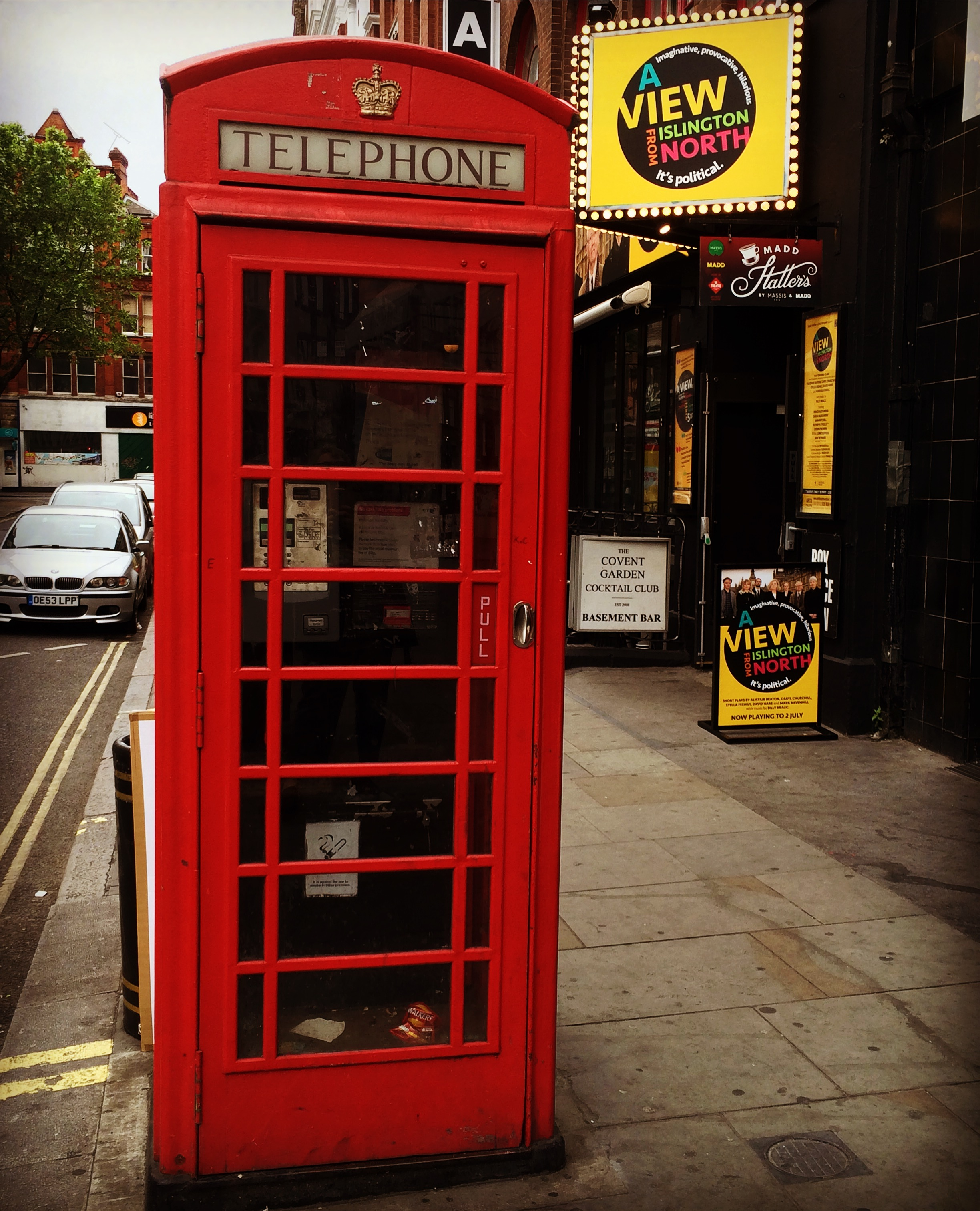
La cabine téléphonique rouge typique de Londres sur Great Newport Street